# Negritude
Negritude (Négritude em francês) foi originalmente uma corrente literária que agregou escritores negros de países que foram colonizados pela França. Os objetivos da negritude eram a valorização da cultura negra em países africanos ou com populações afro-descendentes expressivas que foram vítimas da opressão colonialista. Mais tarde o termo foi apropriado pelos movimentos negros para sinalizar valores ligados à sua etnia, cultura, história, conscientização e empoderamento. 

## História

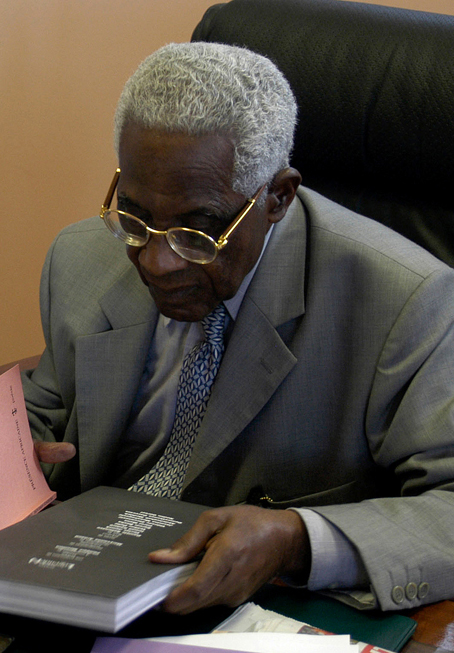
Aimé Césaire

O conceito surgiu gradativamente de forma difusa em vários locais fora da África, mas foi sistematizado na França. Teve vários precursores, entre eles W. E. B. Du Bois, autor de Almas Negras, René Maran, autor de Batouala, Langston Hughes, Claude Mackay, Nicolás Guillén, articulador do negrismo cubano, Jean Price-Mars, um dos líderes do indigenismo haitiano, e outros. Todavia, foi Aimé Césaire quem criou o termo em 1935, no número 3 da revista L'étudiant noir ("O estudante negro"). Com o conceito pretendia-se em primeiro lugar fazer uma crítica social e reivindicar a identidade negra e sua cultura, perante a cultura francesa dominante e opressora, e que, ademais, era o instrumento da administração colonial francesa (Discurso sobre o colonialismo, Caderno dum retorno ao país natal etc). O conceito foi retomado mais adiante por Léopold Sédar Senghor, que o aprofunda, opondo a razão helênica à emoção negra.
Irradiando-se para a África, a negritude tornou-se um movimento de exaltação dos valores culturais dos povos negros. É a base ideológica que vai impulsionar o movimento independentista na África. Este movimento transmitirá uma visão um tanto idílica e uma versão glorificada dos valores africanos.
O nascimento deste conceito, e o da revista Présence Africaine (em 1947) de forma simultânea em Dakar e París terá um efeito explosivo. Reúne jovens intelectuais negros de todas as partes do mundo, e consegue que a ele se unam intelectuais franceses como Jean-Paul Sartre, o qual definirá a negritude como a negação da negação do homem negro. Um dos aspectos mais provocativos do termo é que ele utiliza para forjar o conceito a palavra nègre, que é a forma pejorativa de intitular os negros em francês, em lugar do vocábulo-padrão noir, muito mais correta e adequada no terreno político.
Segundo Senghor, a negritude é o conjunto de valores culturais da África negra. Para Césaire, esta palavra designa em primeiro lugar a repulsa. Repulsa ante a assimilação cultural; repulsa por uma determinada imagem do negro tranquilo, incapaz de construir uma civilização. O cultural está acima do político.
Posteriormente, alguns escritores negros e mestiços criticaram o conceito, ao considerar que era demasiado simplificador: o tigre não declara sua "tigritude". Salta sobre sua presa e a devora (Wole Soyinka). O próprio Césaire se distanciou do termo, ao considerá-lo quase racista.
De qualquer forma, se tratou de um conceito elaborado num momento em que as elites intelectuais indígenas de raça negra, tanto antilhanas quanto africanas, se encontravam na metrópole, e tinham pontos em comum bastante difusos (cor de pele, idioma do colonizador etc.) e sobre os quais não bastava simplesmente estabelecer vínculos. De fato, alguns autores entendem que relações de amizade pessoais forjaram identidades comuns que não existiam na realidade.[carece de fontes?]
Mais tarde o termo foi adotado pelos movimentos negros, historiadores e sociólogos contemporâneos e expandiu seus significados. Atualmente pode ser usado para descrever a valorização de uma cultura de matriz africana; o processo de aquisição de uma consciência racial; a coletividade dos negros; a consciência do negro civilizado; o conjunto de valores da civilização africana; a feição de um estilo artístico; o estado ou condição do negro; uma filosofia de vida; uma bandeira de luta; o sentimento de orgulho racial; a conscientização do valor e riqueza cultural dos negros. A negritude é a base da ação política do movimento negro organizado.